# Dirección General de la Guardia Civil
La Dirección General de la Guardia Civil (DGGC) de España es el órgano directivo del Ministerio del Interior, adscrito a la Secretaría de Estado de Seguridad, responsable de la ordenación, dirección, coordinación y ejecución de las misiones que a la Guardia Civil encomienden las disposiciones vigentes, de acuerdo con las directrices y órdenes emanadas de los ministros del Interior y de Defensa, dentro del ámbito de sus respectivas competencias.
La DGGC fue creada en 1844 bajo la denominación de Inspección General de la Guardia Civil, siendo su primer titular Francisco Javier Girón, ii duque de Ahumada. Está encabezada por el director general, un alto cargo de la Administración del Estado nombrado por el rey, a propuesta conjunta de los ministros del Interior y de Defensa, con la previa deliberación del Consejo de Ministros. Para asistir a este, existe el director adjunto operativo (DAO), un teniente general de la Guardia Civil.
Desde 2024, la directora general de la Guardia Civil, con rango de subsecretaria, es Mercedes González Fernández, y el DAO es el teniente general Manuel Llamas Fernández, desde 2023.

## Historia

### Contexto histórico
La necesidad de crear un cuerpo de ámbito rural que diese seguridad a los campos y caminos de España quedó patente en la primera mitad del siglo XIX. Los procesos desamortizadores del mencionado siglo, el fraccionamiento de la propiedad rural, la disolución de la Milicia Nacional y las vicisitudes políticas y continuos cambios de gobierno fueron algunas de las causas que dieron lugar al nacimiento de la Guardia Civil por Real Decreto de 28 de marzo de 1844.

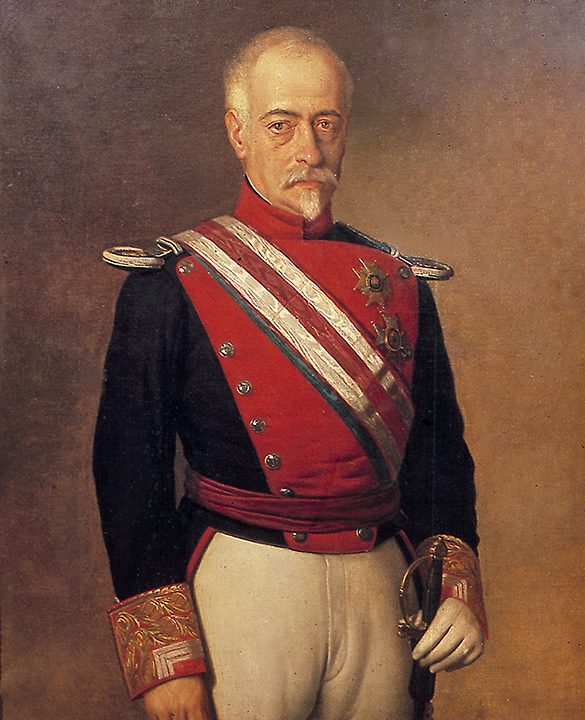
Francisco Javier Girón, primer director general del Cuerpo.

Para organizar el cuerpo se designó a Francisco Javier Girón, II duque de Ahumada, que realizó un informe en el que explicaba como debía regularse el cuerpo y el sistema de remuneraciones a los agentes, un informe que redujo considerablemente el presupuesto, y que provocó la aprobación de un nuevo Real Decreto el 13 de mayo que derogó al de abril —que no llegó a entrar en vigor— y que es la verdadera fecha de creación del cuerpo.

### Inspección General
El mencionado decreto de 13 de mayo de 1844 creaba una Inspección General como el órgano central de gestión del cuerpo en lo relativo a su organización, personal, disciplina y material, y que se relacionaba tanto con el Ministerio de la Guerra como con el Ministerio de la Gobernación para los asuntos que a cada uno les correspondiera.
La creación del órgano se hizo efectiva con el nombramiento de su primer titular, Francisco Javier Girón, quien fue premiado por su labor en la creación del Cuerpo con dicha posición el 1 de septiembre de 1844. El decreto de 15 de octubre daba al inspector general como funciones las de «dirección e inspección del cuerpo, y de su autoridad dependen todos los ramos del servicio (...), así como el régimen interior, administración y disciplina. Dirigirá su organización dedicándose con especial y exquisito cuidado a establecer y perfeccionar el servicio privilegiado e interesante a que se dedica dicho cuerpo, proponiendo a la Real aprobación las mejoras o variaciones que el tiempo y la experiencia acrediten ser necesarias a su perfección. Y finalmente velará sobre la rigorosa observancia de este reglamento, así como del de su servicio especial y demás resoluciones posteriores que se le comunicaren, entendiéndose al efecto dicho inspector con los ministerios de la Guerra y Gobernación en la parte que a cada uno competa».

### Guardia Civil Veterana
El 29 de diciembre de 1857, un Real Decreto dispone que la Guardia Urbana de Madrid pasase a depender el inspector general de la Guardia Civil y con fecha 24 de marzo de 1858, otro nuevo Decreto dispuso que la Guardia Urbana pasase a depender del Ministerio de la Guerra en cuanto a organización, personal, armamento y disciplina y del de la Gobernación en lo referente a los servicios, pago de haberes, acuartelamiento y material. Por este motivo, el 6 de abril de 1859 cambia su denominación a Guardia Civil Veterana y la Inspección General se transforma en la Dirección General de la Guardia Civil y Veterana.
Con este cuerpo prácticamente integrado en la Guardia Civil, el 12 de octubre de 1864 se renombra el órgano como Dirección General de la Guardia Civil.

### Segunda República y Dictadura de Francisco Franco
Tras el fallido golpe de Estado del 10 de agosto de 1932, el gobierno de la república procedió a reformar los cuerpos policiales y, a consecuencia de ello, por decreto de 16 de agosto de 1932 se suprime la DGGC y se recupera la Inspección General, dependiendo esta y todos sus servicios únicamente del Ministerio de la Gobernación. Se estructuró en septiembre de ese año, estando compuesta por el inspector general, la secretaría militar y tres negociados.
Tras la Guerra Civil y la victoria sublevada, la gran parte del Cuerpo de Carabineros se mantuvo leal a la república, y si bien gran parte del Cuerpo de la Guardia Civil también, se castigó al primero con su disolución e integración en el segundo principalmente por el gran prestigio que, ya en la época, tenía este. Esto se hizo mediante la Ley de 15 de marzo de 1940, que también integró al Cuerpo en las Fuerzas Armadas, aunque con dependencia de Gobernación y de los Gobernadores Civiles, respectivamente, en todo lo concerniente a los servicios, acuartelamientos, percibo de haberes y material, y recuperó la Dirección General.
La reorganización de la Administración de 1967 aumentó las competencias de la DGGC, asumiendo las relativas a protección civil que antes pertenecían a la Dirección General de Protección Civil que era suprimida y rebajada a subdirección general. A mediados de los años 1970, se creó la Subsecretaría de Orden Público a la que se adscribió la DGGC, que más tarde se sustituiría por la Dirección de la Seguridad del Estado.

### Época democrática
La transición es una época de grandes cambios en el ámbito de la seguridad pública, aunque afectaron en menor medida a la Dirección General. En 1994 se produce un fenómeno novedoso, como es la integración de dos importantes ministerios, el de Justicia y el de Interior. Mediante esta integración se crea un super ministerio con competencias en materias judiciales y de seguridad. La DGGC se renombra como Secretaría General-Dirección General de la Guardia Civil (puesto que desde 1986 tenía rango de secretaría general) hasta 1996, cuando ambos departamentos se separan.

#### Mando único y separación actual
Bajo el mandato del ministro del Interior, Alfredo Pérez Rubalcaba, en 2006 se refunde la Dirección General de la Policía con la Dirección General de la Guardia Civil, creando un mando único de las Fuerzas y Cuerpos de Seguridad del Estado en la Dirección General de la Policía y la Guardia Civil con el objetivo de «llevar a cabo los cometidos encomendados a las Fuerzas y Cuerpos de Seguridad del Estado de una manera más integral, homogénea y coordinada, mejorando con ello la seguridad ciudadana y el resguardo de los derechos y libertades de los ciudadanos». Ambos cuerpos mantuvieron su estructura y régimen jurídico diferenciados, con un Gabinete distinto para cada cuerpo. Se crean, además, las direcciones adjuntas operativas como órgano técnico de colaboración al director general.
Esta unificación fue voluntad del presidente del Gobierno, José Luis Rodríguez Zapatero, y en 2008 algunas informaciones apuntaban a que el ministro del Interior no estaba a gusto con dicha unión de mando y que era su deseo separarlos nuevamente, pero no era una opinión compartida por el presidente. En 2009 se crea, ubicado en la Academia de Oficiales de la Guardia Civil, el Centro Universitario de la Guardia Civil, que depende de la dirección general.
A finales de 2011, la llegada al gobierno del conservador Mariano Rajoy y el nombramiento de Jorge Fernández Díaz como ministro del Interior, supuso la separación del mando policial recuperándose los dos órganos directivos tradicionales, que siguieron siendo coordinados por la Secretaría de Estado de Seguridad. En julio de 2017 el ministro Juan Ignacio Zoido suprimió las direcciones adjuntas operativas, una decisión que fue revertida por el ministro Fernando Grande-Marlaska en julio del año siguiente.

## Funciones

Escudo de la Dirección Adjunta Operativa.

Corresponde al director general, bajo la dependencia del secretario de Estado de Seguridad, el mando directo de la Guardia Civil. En particular, ejerce las siguientes funciones:
- Dirigir, impulsar y coordinar el servicio y distribución de las unidades de la Guardia Civil.
- Impulsar el análisis, planificación y desarrollo de los planes y proyectos de la Guardia Civil y elevar las propuestas a la Secretaría de Estado de Seguridad (SES).
- Relacionarse directamente con autoridades, organismos y entidades públicas o privadas e igualmente el mantenimiento del enlace y coordinación con órganos de información nacionales y extranjeros, en el ámbito de sus competencias.
- Llevar a cabo los cometidos que las disposiciones reguladoras del Ministerio de Defensa le encomienden en cuanto al cumplimiento de misiones de carácter militar de la Guardia Civil.
- Ejecutar las políticas de personal, formación, igualdad y diversidad.
- Ejecutar la política de recursos materiales y económicos asignados a la Guardia Civil, así como proponer a la SES las necesidades en relación con dichos recursos.
- Cumplir las funciones que le atribuye la legislación en materia de armas y explosivos.
- Elaborar propuestas normativas y aprobar instrucciones en el ámbito de su competencia, así como la estrategia institucional.
- Proponer la adquisición de los equipos de transmisión, equipos de tratamiento de la información, armamento, en colaboración con el Ministerio de Defensa, medios de automoción, helicópteros, naves, uniformes y, en general, de los medios materiales precisos para la realización de los cometidos propios de la DGGC, en el marco de la programación aprobada por la Secretaría de Estado.

## Estructura
Dependen de la Dirección General de la Guardia Civil:

Escudo del Estado Mayor de la Guardia Civil.

- Escudo del Estado Mayor de la Guardia Civil.La Dirección Adjunta Operativa, órgano inmediatamente subordinado y principal colaborador del director general de la Institución en el ejercicio de sus funciones, encargado de planificar, impulsar y coordinar los servicios de las unidades de la Guardia Civil, de acuerdo con las directrices emanadas del director general; asumir, con carácter general, cuantos cometidos y actividades le sean expresamente asignados por el director general de la Guardia Civil, y de dirigir, impulsar y coordinar las acciones que la Guardia Civil desarrolle en materia de ciberseguridad. Como tal es responsable de:
  - El Mando de Operaciones, con rango de Subdirección General.
    - El Estado Mayor de la Guardia Civil.
    - La Jefatura de Unidades Especiales y de Reserva.
    - La Jefatura de la Agrupación de Tráfico.
    - La Jefatura del Servicio de Protección de la Naturaleza.
    - La Jefatura de Armas, Explosivos y Seguridad.
    - Las Zonas de la Guardia Civil y las Comandancias de Ceuta y Melilla.

  - El Mando de Fronteras y Policía Marítima.
    - La Jefatura Fiscal y de Fronteras.
    - La Jefatura de Policía Marítima.

  - La Jefatura de Información.
  - La Jefatura de Policía Judicial.
  - La Jefatura de Cooperación Internacional.
  - La Jefatura de Transformación Digital y Ciberseguridad.
- Escudo del Mando de Personal.El Mando de Personal.
  - La Jefatura de Personal.
  - La Jefatura de Enseñanza.

Escudo del Mando de Personal.

  - La Jefatura de Asistencia al Personal.
  - La Secretaría Permanente para la Evaluación y Clasificación.
  - La Secretaría Técnica del Mando.
- El Mando de Apoyo.
  - La Jefatura de Asuntos Económicos
  - La Jefatura de los Servicios de Apoyo.
  - La Jefatura de Servicios Técnicos.
  - La Secretaría Técnica del Mando.

Escudo del Mando de Apoyo

- Escudo del Mando de ApoyoEl Gabinete Técnico, con funciones de apoyo al director general y para facilitar la coordinación de los órganos y unidades que dependen de él. igualmente, se encarga de elaborar los estudios e informes necesarios, la tramitación de las disposiciones normativas en el ámbito de su competencia, y cuantas otras misiones le encomiende el titular del órgano directivo

### Organismos adscritos
- El Consejo Superior de la Guardia Civil, órgano colegiado asesor y consultivo del ministro de Defensa, del ministro del Interior y del director general de la Guardia Civil.
- El Consejo de la Guardia Civil, es un órgano colegiado en el que participan representantes de los miembros de la Guardia Civil y de los Ministerios del Interior y Defensa, con el fin de mejorar las condiciones profesionales de sus integrantes y el funcionamiento de la Institución.
- El Centro Universitario de la Guardia Civil.

## Presupuesto
La Dirección General de la Guardia Civil tiene un presupuesto asignado de 3 672 034 140 € para el año 2023. De acuerdo con los Presupuestos Generales del Estado para 2023, la DGGC participa en cuatro programas:
| Nº Programa                                               | Programa                                                  | Dotación        | Ref.   |
| --------------------------------------------------------- | --------------------------------------------------------- | --------------- | ------ |
| 131N                                                      | Formación de Fuerzas y Cuerpos de Seguridad del Estado    | 93 571 920 €    | [ 20 ] |
| 131O                                                      | Fuerzas y Cuerpos en reserva                              | 211 295 470 €   | [ 21 ] |
| 132A                                                      | Seguridad ciudadana                                       | 3 336 852 280 € | [ 22 ] |
| 132C                                                      | Actuaciones policiales en materia de droga                | 30 314 470 €    | [ 23 ] |
| Total presupuesto de la Secretaría de Estado de Seguridad | Total presupuesto de la Secretaría de Estado de Seguridad | 3 672 034 140 € |        |